# Ollie M. James
Ollie M. James (Marion, 1871. július 27. – Baltimore, 1918. augusztus 28.) az Amerikai Egyesült Államok szenátora (Kentucky, 1913–1918).